# Dinoto
San Dinoto abad (en latín Dinothus; en galés: Dunod o Dinooth) fue un abad de Bangor-on-Dee, al nordeste del País de Gales, que vivió a fines del siglo VI y comienzo del VII. Es considerado santo en su país.
Dinoto es conocido por ser el único clérigo galés mencionado por su nombre en la Historia ecclesiastica gentis Anglorum ("Historia Eclesiástica del Pueblo Inglés") de Beda el Venerable, en el contexto del encuentro de los obispos galeses con San Agustín de Canterbury con "Agustín de Oak" (posiblemente Aust, en Gloucestershire, o Cressage, en Shropshire) alrededor de 603.
Es frecuentemente identificado con Dunod Fawr ap Pabo Post Prydain, un rey britano de alguna parte de Hen Ogledd (al norte de Gran Bretaña), padre de San Daniel de Bangor, el primer obispo de Bangor. Pero es cronológicamente improbable que sean la misma persona.
- Datos: Q4161900